# Berta Bengochea
Berta Bengochea (Minas, 18 de febrero de 1908 - ) fue una poeta uruguaya que utilizaba el seudónimo Julia Clavel.

## Biografía
Surge como escritora en 1936 cuando se le otorga el Premio para libros inéditos del Ministerio de Instrucción Pública por la obra La otra, que había firmado con el seudónimo Julia Clavel.
Julio Garet Más la compara con la poetisa Gabriela Mistral ya que afirma que "...nuestra poetisa tiene de común con la chilena cierta especial rudeza que no excluye la mayor dulzura".
Hay discrepancias con el primer apellido de la autora, ya que se ha encontrado de varias formas en las publicaciones y catálogos. Según la Biblioteca Nacional de Uruguay, su nombre completo de nacimiento es Berta Ignacia Bengoechea Olid. También utilizaba el apellido de su esposo, de la Torre.

## Obras
- La otra (1936)
- Revelación y encuentro (1947)
- Vida retirada (1947)